# Bodemerij
Bodemerij, ook zeerente genoemd, is een historische verzekeringsvorm uit de zeeverzekeringssector. Ze was in de antieke oudheid al bekend, in de middeleeuwen gangbaar en heeft tot in de negentiende eeuw bestaan. Het betreft een leningsovereenkomst waarbij de financiële instelling een som geld ter beschikking stelde aan een zeevervoerder. Dit kon de eigenaar van het schip zijn of de reder. De lening werd verstrekt op de romp en/of de lading van het schip. Dit soort verzekering wordt niet meer gebruikt.

## Werking
Er werd terugbetaald met rente na afloop van de reis. Bij verlies van schip of lading behoefde de ter beschikking gestelde som niet terugbetaald worden. De rente (het 'opgeld') varieerde naargelang van het risico van de reis. Zo werd voor reizen vanuit Nederland naar havens aan de Oostzee vaak niet meer dan 10% betaald, terwijl dat voor een reis naar Brazilië kon oplopen tot 70%.
Men kende twee soorten van bodemerij. De oudste, de zogeheten 'uitgaande bodemerij', werd aangegaan bij aanvang van de reis. Later kwam de 'bodemerij uit noodzaak' op, die dikwijls werd gebruikt wanneer de schipper onverwachts reparaties moest laten uitvoeren waarvoor hij het geld niet ter beschikking had.
Uitgaande bodemerijovereenkomsten konden betrekking hebben op alleen de heenreis, of op de heen- en terugreis. In het eerste geval bood dat de geldschieter een mogelijkheid geld over te maken naar het buitenland, daar de hoofdsom met opgeld moest worden betaald bij aankomst in de overeengekomen haven. Het tweede geval kwam neer op een risicodragende investering.

## Verbod
Reeds in 1237 vaardigde paus Gregorius IX een decreet uit dat de bodemerij verbood, omdat de interesten op de premies begonnen te woekeren. Dit betekende echter in de praktijk niet meer dan een tijdelijk verbod op de bodemerij.